# Xyrichtys splendens
Xyrichtys splendens là một loài cá biển thuộc chi Xyrichtys trong họ Cá bàng chài. Loài này được mô tả lần đầu tiên vào năm 1855.

## Từ nguyên
Từ định danh splendens trong tiếng Latinh có nghĩa là "sáng sủa, rực rỡ, nổi bật", vì loài này được Castelnau gọi là "jolie espèce" trong tiếng Pháp), mang ý nghĩa là "loài xinh đẹp".

## Phạm vi phân bố và môi trường sống
X. splendens có phạm vi phân bố rộng rãi ở Tây Đại Tây Dương. Loài này được tìm thấy từ phía nam bang Florida (Hoa Kỳ) và Bahamas (bao gồm cả Bermuda) trải dài đến khắp chuỗi đảo Antilles và bờ biển phía nam vịnh México, phía nam trải dài đến khắp bờ biển Caribe và bờ bắc Nam Mỹ, cũng như dọc theo bờ biển Brasil, bao gồm cả quần đảo Fernando de Noronha.
X. splendens sống trên nền đáy cát và trong các thảm cỏ biển, đặc biệt là những khu vực có nước trong, ở độ sâu đến 15 m.

## Mô tả

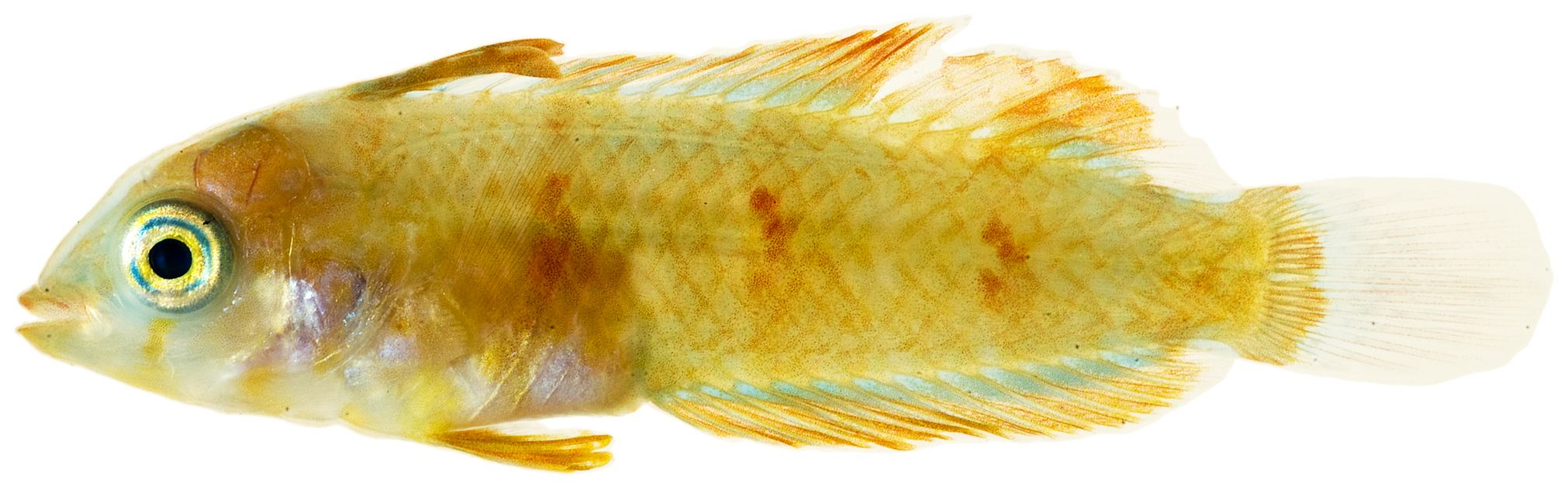
Cá con

Chiều dài cơ thể tối đa được ghi nhận ở X. splendens là 17,5 cm. Mống mắt đỏ. Cá con có màu vàng nâu lốm đốm với 3 dải sọc đứng màu nâu mỗi bên thân; 2 gai đầu tiên của vây lưng và gai vây bụng có màu nâu sẫm; cuống đuôi màu nâu sẫm. Cá cái có màu xám phớt hồng; đầu có các vệt sọc màu xanh lam ở mỗi bên má. Cá đực có màu xanh lục, trên mỗi vảy có một vệt màu xanh lam. Đầu có màu lam nhạt với các vệt sọc đứng màu cam ở mỗi bên má. Có đốm đen viền xanh ngay giữa thân, bao quanh bởi một đốm màu vàng/hồng nhạt (đôi khi xuất hiện thêm một đốm đen lớn ngay giữa vây lưng và đuôi). Vây lưng, vây đuôi và vây hậu môn màu đỏ, nhiều vạch sọc màu xanh óng.
Số gai ở vây lưng: 9; Số tia vây ở vây lưng: 12; Số gai ở vây hậu môn: 3; Số tia vây ở vây hậu môn: 13; Số tia vây ở vây ngực: 12.

## Sinh thái và hành vi
Thức ăn của X. splendens chủ yếu là các loài thủy sinh không xương sống nhỏ. X. splendens sống thành từng nhóm với duy nhất một con đực trưởng thành cùng với bầy cá cái trong hậu cung của nó.